# دژا وو (ترانه اینا)
«دژا وو» تک‌آهنگی از هنرمند اهل رومانی، اینا است. این تک‌آهنگ در آلبوم داغ (آلبوم اینا) قرار داشت.
این تک‌آهنگ در چارت‌های فرانسه، جزو ده ترانه اول قرار گرفت.